# آتش کم‌فروغ
آتش کم‌فروغ (انگلیسی: Pale Fire) نام رمانی از ولادیمیر ناباکوف است که در سال ۱۹۶۲ منتشر شد. این رمان در رتبه پنجاه و سوم فهرست صد رمان برتر به انتخاب کتابخانه مدرن قرار دارد.